# Bosco ai Frati
Bosco ai Frati este o arie protejată (sit de importanță comunitară — SCI) din Italia întinsă pe o suprafață de 171 ha, integral pe uscat.

## Localizare
Centrul sitului Bosco ai Frati este situat la coordonatele 43°59′02″N 11°18′07″E / 43.984°N 11.302°E.

## Înființare
Situl Bosco ai Frati a fost declarat sit de importanță comunitară în mai 2017 pentru a proteja 1 specie de plante și 1 specie de animale.

## Biodiversitate
Situată în ecoregiunea continentală, aria protejată conține 7 habitate naturale: Păduri panonice-balcanice de stejar turcesc - stejar sesil, Liziere de ierburi înalte hidrofile de câmpie și de nivel montan până la alpin, Ape stătătoare oligotrofe până la mezotrofe, cu vegetație de Littorelletea uniflorae și/sau de Isoëto-Nanojuncetea, Râuri cu maluri nămoloase cu vegetație de Chenopodion rubri p.p. și Bidention p.p., Lacuri eutrofice naturale cu vegetație de tip Magnopotamion sau Hydrocharition, Galerii de Salix alba și de Populus alba, Ape puternic oligomezotrofe cu vegetație bentonică cu Chara spp..
La baza desemnării sitului se află mai multe specii protejate:
- plante (1): Eleocharis carniolica
- amfibieni (1): Triturus carnifex

Pe lângă speciile protejate, pe teritoriul sitului au mai fost identificate 2 specii de amfibieni.